# Феминизм коренных народов Америки
Феминизм коренных народов Америки (англ. Native American feminism) — интерсекциональное феминистское движение, основанное на жизненном опыте женщин коренных народов США и первых народов Канады. Данное феминистское течение является ответвлением более широкого феминизма коренных народов, и оно также приоритизирует деколонизацию, суверенитет коренных народов, а также расширение прав и возможностей женщин коренных народов в контексте культурных ценностей коренных и первых народов, а не белых людей, в отличие мейнстримного феминизма. Центральным и неотложным вопросом для феминисток этого направления является проблема пропадающих без вести и убитых женщинах из числа коренных народов.
По мнению Реньи Рамирес, феминизм коренных народов является интерсекциональным, а отношения между расой, этнической принадлежностью, гендером, сексуальностью, классом и нациями в Северной Америке, начиная с колониализма и далее, должны быть пересмотрены для понимания и определения феминистской практики.
Ключевой проблемой феминизма коренных народов в Америке является кризис пропавших без вести и убитых женщин из числа коренных народов. Тысячи женщин американских коренных народов были убиты или пропали без вести, что длительное время практически не расследовалось со стороны правительств Канады и США. Давление со стороны семей жертв и общин коренного населения Канады, в конце концов, привело к национальному расследованию указанных инцидентов, в результате чего был сделан вывод о продолжающемся фемициде женщин из числа коренного населения.
Деколонизация коренных народов, рассматриваемая через оптику феминизма коренных народов Америки, может включать возрождение и восстановление матриархальных культурных традиций коренных народов. Согласно работе Майл Арвин, во время колонизации белые поселенцы навязали свои гетеропатриархальные обычаи общинам коренных народов.